# Ojo de Agua, Del Nayar
Ojo de Agua är en ort i Mexiko.   Den ligger i kommunen Del Nayar och delstaten Nayarit, i den centrala delen av landet, 700 km nordväst om huvudstaden Mexico City. Ojo de Agua ligger 2 236 meter över havet och antalet invånare är 105.
Terrängen runt Ojo de Agua är bergig västerut, men österut är den kuperad. Runt Ojo de Agua är det mycket glesbefolkat, med 5 invånare per kvadratkilometer. Närmaste större samhälle är Linda Vista, 5,7 km nordost om Ojo de Agua. I omgivningarna runt Ojo de Agua växer huvudsakligen savannskog.